# 美保村
美保村（みほそん）は鳥取県岩美郡の西部に存在した自治体である。1896年（明治29年）3月31日までは邑美郡に属した。

## 概要
現在の鳥取駅南側一帯に当たり、千代川下流右岸に位置した。同川の対岸にあった気高郡美穂村とは異なり、鳥取市合併までは隣接していた。
因幡国邑美郡三戸古保（みとこのほ）に属した古市村・富安村・吉成村・大覚寺村・宮長村・的場村の6村と、同郡蔵田庄（くらだのしょう）に属した数津村・叶村が合併して成立した（的場村は因伯郷村帳や岩美郡史では三戸古保とされているが因幡志では蔵田庄の所属、また因幡民談記では記載無し）。
村名の美保は、三戸古保の頭音「み」と終音「ほ」から「みほ」とし、「美しく保つ」と選定したとされる。
昭和初期に鳥取市と隣接町村が一体となった都市計画を樹立し、1929年（昭和4年）に吉成・富安・古市が都市計画区域に決定された。当時、鳥取市寺町にあった日本製糸工場が湖山村に移転するとこれに代わる製糸工場の立地が望まれるようになった。そのため富安に乾繭場を持っていた郡是製糸の工場を誘致するために郡是鳥取工場設立期成同盟会を設立した。工場の誘致は成功し、1932年（昭和7年）に稼働した。これがきっかけで美保村は鳥取市と合併することになった。
しかし合併が具体化した1933年（昭和8年）夏、村内から猛烈な合併反対騒動が約40日間に渡って展開された。そのため県知事や議員の調停工作により、「美保小学校の設備を旧市並みに完備」「道路の拡大整備」「水道整備し経費半額を市負担」「美保自治会に7万円寄付」「市役所出張所の設置」「消防完備のためガソリンポンプ3台を市より提供」の6項目を合併条件として承認し、反対運動に終止符を打った。
旧村域は現在、大路川を境に北側が美保小学校区、南側が美保南小学校区におおむね相当する。

## 沿革
- 元禄14年（1701年） - 大覚寺村から枝郷の的場村を分村[7]。
- 1878年（明治11年） - 郡区町村編成法施行。数津村・叶村・馬場村（後の倉田村）の3村、宮長村・的場村・大覚寺村の3村、吉成村と富安村の2村、および古市村を管轄する各戸長役場を設置[6]。
- 1881年（明治14年）9月12日 - 鳥取県再置。
- 1883年（明治16年） - 連合戸長役場を叶村の叶茶屋に設置[4][6]。
- 1889年（明治22年）10月1日 - 町村制の施行により、古市村・富安村・吉成村・大覚寺村・宮長村・的場村・叶村・数津村の8村が合併して村制施行し、美保村が発足。旧村名を継承した8大字を編成[5]。役場を大字吉成村に設置[1]。
- 1896年（明治29年）4月1日 - 郡制の施行のため邑美郡・法美郡・岩井郡の区域が岩美郡となり、岩美郡美保村となる。
- 1909年（明治42年）4月5日 - 役場位置を大字吉成村395番地に変更[8]。
- 1912年（大正元年） - 台風による大洪水で叶の堤防が決壊し、古市・富安で家屋流出など大きな被害を受ける。1920年（同9年）・1923年（同12年）にも浸水した[5]。
- 1914年（大正3年）10月1日 - 「美保村大字◯◯村」から大字の「村」を削除し、「美保村大字◯◯」と改称[9]。
- 1925年（大正14年）8月10日 - 役場位置を大字吉成396番地に変更[10]。
- 1928年（昭和3年） - 新袋川の開削工事が始まり、河道が当村を通る。1934年（同9年）完成。
- 1933年（昭和8年）9月30日 - 美保村解散式が小学校で行われる[6]。
- 1933年（昭和8年）10月1日 - 鳥取市に編入。同日美保村廃止[11]。

## 合併後
村制時の8大字（古市・富安・吉成・大覚寺・的場・宮長・叶・数津）は鳥取市の大字として継承されたが、その後以下のように変更された。
吉成は一部が叶1丁目・興南町・富安1〜2丁目・古市・南吉方2〜3丁目・吉成南町1〜2丁目となった。
富安は一部が富安1〜2丁目・扇町・興南町・幸町・天神町・東品治町・南吉方1丁目となった。
古市は一部が行徳・幸町・天神町となった。
的場は一部が的場1〜4丁目・叶・西大路となった。
叶は一部が叶1丁目・的場1〜4丁目となった。

## 行政

### 戸長
- 叶村外十三ヶ村連合戸長役場：西尾甚作[13]
管轄区域：叶村・古市村・富安村・吉成村・大覚寺村・的場村・宮長村・数津村（後の美保村）、蔵田村・国安村・橋本村・八坂村・馬場村・円通寺村（後の倉田村）[4]

### 歴代村長
| 代         | 氏名       | 就任年月日               | 退任年月日                | 出身   | 備考                          |
| ---------- | ---------- | ------------------------ | ------------------------- | ------ | ----------------------------- |
| 初         | 安木次資   | 1889年（明治22年）1月    | 1892年（明治25年）2月     | 吉成   |                               |
| 2          | 西尾音一郎 | 1892年（明治25年）3月    | 1893年（明治26年）6月     | 的場   |                               |
| 3          | 森本宗次郎 | 1893年（明治26年）7月    | 1894年（明治27年）8月     | 宮長   |                               |
| 4          | 鈴木佳文   | 1894年（明治27年）8月    | 1895年（明治28年）9月     | 吉成   |                               |
| 5          | 北浦雄次郎 | 1895年（明治28年）9月    | 1898年（明治31年）6月     | 叶     |                               |
| 6          | 森本勇次郎 | 1898年（明治31年）7月    | 1900年（明治33年）5月     | 宮長   | 3代：森本宗次郎の弟           |
| 7          | 西尾柳衛   | 1900年（明治33年）6月6日 | 1900年（明治33年）6月15日 | 的場   |                               |
| 8          | 西尾音一郎 | 1900年（明治33年）6月    | 1903年（明治36年）3月     | 的場   | 再選                          |
| 9          | 上田新次郎 | 1903年（明治36年）3月    | 1905年（明治38年）8月     | 吉成   |                               |
| 10         | 森本勇次郎 | 1905年（明治38年）8月    | 1906年（明治39年）12月    | 宮長   | 再選                          |
| 11         | 北浦雄次郎 | 1907年（明治40年）1月    | 1909年（明治42年）9月     | 叶     | 再選                          |
| 12         | 西尾繁太郎 | 1909年（明治42年）9月    | 1911年（明治44年）3月     | 大覚寺 | 7代：西尾柳衛の弟             |
| 13         | 北川秀蔵   | 1911年（明治44年）3月    | 1920年（大正9年）2月      | 吉成   |                               |
| 14         | 北浦雄次郎 | 1920年（大正9年）2月     | 1924年（大正13年）2月     | 叶     | 再選                          |
| 15         | 北川秀蔵   | 1924年（大正13年）2月    | 1932年（昭和7年）10月     | 吉成   | 再選 後に鳥取市議会議員となる |
| 16         | 西尾英治   | 1932年（昭和7年）10月    | 1933年（昭和8年）9月30日  | 大覚寺 | 12代：西尾繁太郎の長男        |
| 参考文献 - |            |                          |                           |        |                               |

## 教育
- 鳥取高等農業学校（当村・鳥取市吉方村・面影村の各一部に跨る[14]）
- 美保尋常高等小学校（現・鳥取市立美保小学校）

## 当時の主要施設
- 鳥取電灯株式会社火力発電所（大正期完成）[4]
- 郡是製糸工場（現在の鳥取市役所本庁舎・イオン鳥取店のあたり）[15]

## 交通

### 鉄道
- 最寄りの駅：鳥取駅

### 道路
- 智頭街道（旧上方往来、現在の国道53号）
  - 叶の大曲：承応2年に鳥取藩主池田光仲が江戸参勤の行列を一望観覧するために上方往来の一部をN字型に屈曲させた[6]。現在の旧トスク吉成店付近。

## 出身者
- 岡野貞一（作曲家、古市村生まれ、1878年 - 1941年）
- 稲田直道（衆議院議員、古市村生まれ、1889年 - 1979年）